# Pehr Beurling
Pehr Johan Beurling, född den 4 december 1800 i Stockholm, död där den 5 december 1866, var en svensk rådman och botaniker. Auktorsnamnet Beurl. kan användas för Pehr Beurling i samband med ett vetenskapligt namn inom botaniken; se Wikipediaartiklar som länkar till auktorsnamnet.
Beurling blev filosofie magister i Uppsala 1821, avlade juristexamen 1822 och blev rådman i Stockholm 1847. Beurling utgav flera floristiska arbeten över Sveriges och övriga Skandinaviens växter samt flera monografier, och även ett arbete över Portobelos flora, grundat på Johan Immanuel Billbergs samlingar (1856). Sina herbariesamlingar testamenterade han till Riksmuseum.
Han var far till sjökaptenen Gustaf Beurling, farfar till godsägaren Konrad Beurling och farfarsfar till Arne Beurling.